# Burgwall Wildberg (Kastorfer See)
Der Burgwall Wildberg ist ein slawischer Burgwall, der sich auf dem Gemeindegebiet von Wildberg am östlichen Ufer des Kastorfer Sees im Landkreis Mecklenburgische Seenplatte befindet. 
Das Bodendenkmal besteht aus einer kleineren Hauptburg sowie zwei bogenartigen Vorburgen. Diesen Burgentyp gab es nur bei den Wilzen in der alt- bis mittelslawischen Zeitepoche. Keramikfunde zeigen an, dass die Burganlage irgendwann im 7. oder 8. Jahrhundert angelegt wurde. Im Laufe der Zeit wurde sie immer wieder erneuert und ausgebaut. Die Hauptburg stellte den Wohnsitz des lokalen Oberhauptes dar. In den Vorburgen lebten die Handwerker und Bewacher der Wallburg. In Kriegszeiten zog sich die in umliegenden Dörfern lebende Bevölkerung ebenfalls hierhin zurück. Die gut vier Hektar große Burganlage dürfte genügend Platz für bis zu 1000 Personen gehabt haben. Im 9. bis 10. Jahrhundert wurde die Burg aufgegeben.
Auffallend ist, dass die Burgfläche zum See hin offen ist. Hier wurden keine komplizierten Wallanlagen errichtet, da einfachere hölzerne Palisaden zum Schutz ausreichten. Ausgrabungen durch Volker Schmidt fanden in den 1980er Jahren statt. Dabei stieß man auch auf jungslawische Keramik in der Hauptburg. Das deutet darauf hin, dass die Burganlage im 11. bis 12. Jahrhundert kurzzeitig wieder benutzt wurde, was auch schon in ähnlichen Burgen nachgewiesen werden konnte.
Der Burgwall Kastorf am gegenüber liegenden Ufer und die Burgwallinsel im Kastorfer See sind weitere Burganlagen  aus der Slawenzeit. Man vermutet, dass die drei Burgen vom Kastorfer See den politischen und kulturellen Mittelpunkt der Tollenser darstellten. 